# Cavalier (Gorgo al Monticano)
Cavalier (Cavaìr in veneto) è una frazione del comune di Gorgo al Monticano, in provincia di Treviso.

## Monumenti e luoghi d'interesse

### Chiesa parrocchiale
La chiesa parrocchiale di Cavalier, intitolata a San Daniele profeta, è una delle più antiche della zona. Di stile romanico, fu edificata probabilmente tra la fine del XIV secolo e l'inizio del XV. La consacrazione risale al 2 giugno 1826 e fu eseguita dal vescovo Giacomo Monico.
Sulle due pareti della navata sono stati scoperti e portati alla luce, dopo secoli di oblio dovuti alla copertura delle pareti con calce, 18 affreschi di grande interesse artistico. La chiesa è adornata da altre opere d'arte: tre tele raffiguranti la Sacra Famiglia, l'Ecce Homo e San Daniele, una statua linea di San Giuseppe con il fanciullo Gesù e una della Madonna della Salute (in sacrestia).

### Bosco di Cavalier
Il bosco di Cavalier è situato a nord, in direzione del capoluogo. Viene citato in tutte le mappe catastali di epoca veneziana e successive. È l'unico rimasto, assieme a quello di Cessalto, dei 24 boschi esistenti agli inizi del XVIII secolo nella zona di Motta di Livenza in più questo bosco è abitato da diversi animali selvatici..

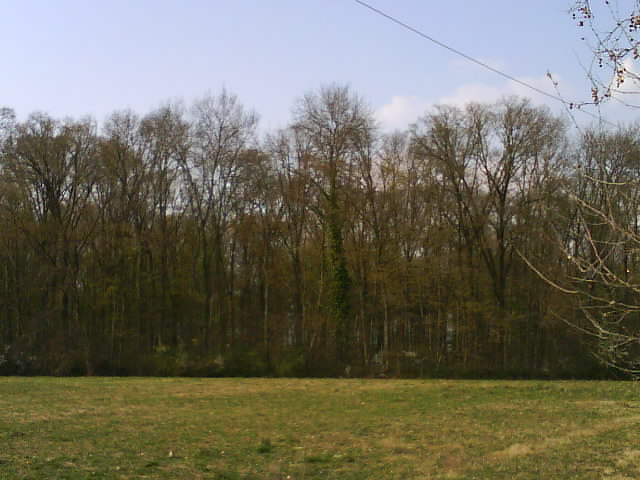
Una veduta del bosco di Cavalier

### Palazzo Salamon
Si tratta di un monumentale edificio padronale a destinazione agricola, ormai in stato di abbandono, fatto erigere tra il XVIII e il XIX sec. dalla famiglia patrizia veneziana dei Salamon, con capitello votivo addossato alla parete sud e annesso magazzino. Il palazzo, di discreto valore artistico, è annoverato nel catalogo delle ville venete. 

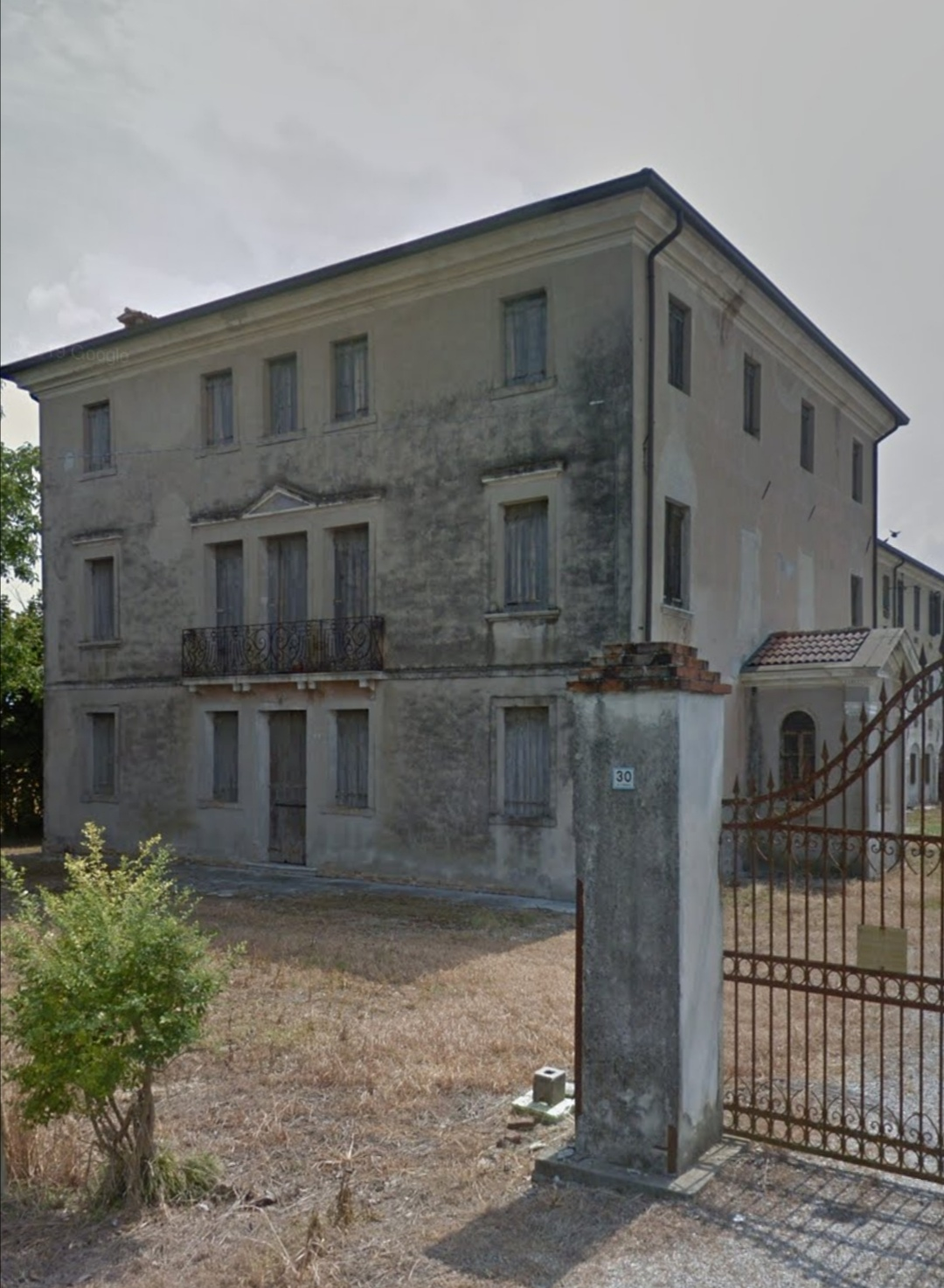
Palazzo Salamon a Cavalier di Gorgo al Monticano